# فابيو بارا
فابيو بارا (بالإسبانية: Fabio Parra)‏ ولد بتاريخ 22 نوفمبر 1959 في كولومبيا، هو دراج كولومبي سابق في صنف سباق الدراجات على الطريق. سبق أن شارك في دورة الألعاب الأولمبية الصيفية.

## سجل النتائج

### سباقات أو مراحل فاز بها
- طواف فرنسا

## روابط خارجية
- فابيو بارا على موقع أرشيف الدراجات (الإنجليزية)
- فابيو بارا على موقع إحصائيات الدراجات الإحترافية (الإنجليزية)
- فابيو بارا على موقع CycleBase (الإنجليزية)
- فابيو بارا على موقع أوليمبيديا (الإنجليزية)